# Frigorífico Atlético Clube
Frigorífico Atlético Clube é uma agremiação esportiva da cidade de Mendes, no estado do Rio de Janeiro, fundada a 7 de setembro de 1917.

## História
Mito das gerações dos anos 20 e 30, o Frigorífico Atlético Clube coloca-se entre os pioneiros do futebol no antigo Estado do Rio de Janeiro e por muitos anos foi uma das mais importantes referências de Mendes, sendo a sua principal diversão nas tardes dominicais do passado, que acabava preenchendo os papos de toda a semana dos mendenses na sua incontida paixão pelo esporte.
Para além da projeção que deu a Mendes com as suas vitórias no futebol, o Frigorífico realizou também uma notável obra de integração social no município, que jamais poderá ser esquecida. No setor esportivo, organizou campeonatos internos de futebol, vôlei, basquete e futebol de salão, com a participação de vários bairros e entre empregados das seções do Frigorífico Anglo, e associações diversas, alguns reunindo cerca de 200 participantes.
Seus campeonatos infantis faziam vibrar a garotada mendense. Com seu time principal, participou de festivais beneficentes em favor de igrejas, bandas de músicas, instituições culturais, esportivas, assistenciais e de jogadores veteranos.
Em Mendes, o futebol começou a ser praticado regularmente no princípio de 1915, quando os irmãos Alcindo e Nestor Fonseca organizaram as primeiras equipes. O primeiro campo de futebol foi construído no terreno do lado esquerdo da “Estrada de Santa Rita”, então um local nobre da vila, pela sua proximidade com o “Hotel Santa Rita”, onde se concentravam as atividades dos veranistas que lotavam as suas dependências.
O clube foi fundado em 7 de setembro de 1917 por funcionários da Brazilian Meat Company. A origem do nome está ligada ao surgimento do Frigorífico Anglo que, por sua vez, tem ligação com o ciclo do gado e com a Companhia Paulista de Estradas-de-Ferro.
Em 1909, teve início a sua construção, sendo inaugurado em 1913, com a denominação de Cia. Frigorífica e Pastoril. A companhia inglesa West Smithfeld, empresa de sucesso no ramo de carnes, comprou uma antiga cervejaria situada na cidade, transformando-se em Matadouro Frigorífico, constituindo-se a mencionada Brazilian Meat Company.
O primeiro jogo da história do Frigorífico foi realizado a 7 de setembro de 1919 entre os dois quadros do clube, com a finalidade de inaugurar o campo de futebol da Vila Vestey e apresentar a banda de música recém-organizada.
Embora a prática do futebol fosse uma atividade sazonal, limitada na época à chamada estação esportiva, o clube desenvolveu uma intensa atuação, chegando mesmo a ser considerado o melhor time do Estado, em virtude de uma série de 27 partidas invictas, só interrompida pelo Fluminense FC, em 1921, com a sua equipe integrada pela maioria dos jogadores que haviam levantado o tricampeonato carioca em 1919.
A realização deste encontro histórico foi uma iniciativa de Henry Welfare, da “Brazilian Meat Co. ” (a razão social °S. A. Frigorífico Anglo (só seria adotada no ano de 1941), e grande jogador do tricolor carioca, do qual foi um dos grandes goleadores.
Welfare, que depois se transferiu para o Vasco da Gama, também atuou várias vezes pelo Frigorífico. O Fluminense foi calorosamente recebido com a realização de um banquete na plataforma de embarques do matadouro-frigorífico e o oferecimento de um cartão de prata alusivo à visita, momentos antes do jogo. O cotejo terminou com a vitória do Fluminense por 2x1, e se constituiu num grande evento social e esportivo. Infelizmente, as fotografias que registravam este acontecimento encontravam-se afixadas no vestiário do estádio da Vila Vestey e foram destruídas pela grande enchente de 1945, que danificou enormemente as dependências do clube.
O time do Frigorífico formou com Gastão, João Soares e Gramofone; Alcindo, Décio Monteiro e Chiquito: Jair Taubaté, Rômulo Guariento, João Guariento, Manoel Braga e Gasolina.
O atacante Manoel Braga era filho do coronel Júlio Braga. Os irmãos Guariento procediam de um clube de Bangu, chamado Esperança, e acabaram eternizando esse apelido, que se transformaria numa legenda dentro do clube, e do qual o inesquecível Humberto Guariento foi um extraordinário continuador.
No dia 18 de abril de 1940, por iniciativa do Prefeito Paulo Fernandes, que já no dia 10 de março havia promovido a realização do “Torneio do Cinqüentenário”, reunindo todos os clubes do município, e que foi vencido pelo Central, era fundada a Liga Atlética de Barra do Piraí, que mais tarde passou a se denominar Liga Desportiva de Barra do Piraí, tendo como fundadores os clubes América, Brasil, Central, Fábrica, Frigorífico, Itacolomy (atual Cipec EC), Royal, Santana, Sublime e 1 de Maio.
A fantástica Máquina de fazer gols
78 gols em 18 partidas do campeonato –média de 4,3 por jogo–, 17 vitórias e um empate. Na foto, na festa do título, uma formação que participou da grande conquista. Considerado por muitos o melhor time do Frigorífico de todos os tempos e até mesmo do próprio futebol fluminense da época, na semifinal do Campeonato Estadual de Clubes Campeões de 1943, organizado pela Federação Fluminense de Desportos, empatou em Mendes por 3x3 com o Icaraí FC, de Niterói, atuando quase todo o segundo tempo com apenas 10 jogadores. No jogo de volta, no estádio Caio Martins, o Frigorífico vencia o Icaraí por 3x2 na prorrogação (2x2 no tempo normal) quando o jogo foi suspenso por causa de um conflito provocado por dirigentes e torcedores do clube local, que invadiram o gramado inconformados com o terceiro gol alvinegro. Numa decisão arbitária, claramente facciosa, o Tribunal de Justiça Desportiva da FFD deu os pontos da partida para o clube niteroiense.
Após uma jornada exuberante, que compensou todos os esforços e sacrifícios desenvolvidos, o Frigorífico conquistou o ambicionado título de campeão barrense de futebol, com a circunstância honrosa de ter sido o primeiro a conquistá-lo de forma invicta.
Para realizar esse feito magistral o time alvinegro, uma formidável máquina de fazer gols, levou de roldão todos os adversários, vencendo 17 das 18 partidas que disputou, e empatando uma. Marcou 78 gols e sofreu 21, apenas.
O último jogo foi contra o Central, em Mendes, e terminou 4x0, com gols marcados por Ramos, 2, Tandão e Mascote. A equipe campeã formou com: Bananada, Didi e Lourival; Robeval, Pedrão e Bibi; Mascote, Barbosa, Zé Magro, Ramos e Rubi.
No Campeonato estadual de 1943 a equipe já entrou na segunda fase, sendo eliminado na fase seguinte.
Segunda Fase:
23 de janeiro de 1944 - Resende 0-2 Frigorífico
30 de janeiro de 1944 - Frigorífico WO Resende
Terceira Fase
5 de março de 1944 - Frigorífico 3-4 Icaraí
12 de março de 1944 - Icaraí ?-? Frigorífico
O Profissionalismo
Em 1952, a Federação Fluminense de Desportos deu início à implantação do profissionalismo no futebol do Estado do Rio de Janeiro. A decisão foi muito discutida, pois enquanto uns entendiam que o objetivo era fortalecer o futebol fluminense, outros a denunciavam como manobra centralizadora de poder, destinada a liquidar com as ligas municipais. De qualquer maneira, como se veria pouco depois, a iniciativa - na verdade um semiprofissionalismo – foi altamente nefasta aos clubes, arrastados todos a uma falência irremediável. Além disso, a transmissão de jogos do campeonato carioca pela TV foi altamente prejudicial, pelo processo de evasão de público que provocou nas pequenas cidades. O fato é que foi criado naquele ano o Departamento Estadual de Profissionais, ao qual logo aderiram os principais clubes de Barra Mansa, Nova Iguaçu, Paracambi, Paraíba do Sul, Resende, Três Rios e Volta Redonda. De Barra do Piraí, aderiram inicialmente o Adrianino e o Central. Só em 1953, Frigorífico, Royal e 1 de Maio ingressaram no profissionalismo, juntamente com o Fluminense, de Vassouras, e os clubes de Valença.
No Estadual de 1954 a equipe ficou no grupo da 2ª Zona junto com 1° de Maio de Piraí, Adrianino de Eng° Paulo de Frontin, Brasil Industrial e Tupy de Paracambi e Central e Royal de Barra do Piraí. O alvi-negro não se classificou, passaram de fase apenas Brasil Industrial, Central e Royal 
As tradições e glórias do passado do Frigorífico A. C. chegaram ao seu ponto máximo no ano de 1955, quando a equipe conquistou o título da 2ª Zona do Campeonato Fluminense (não foi título estadual, como costuma ser divulgado). O campeonato estadual foi organizado entre os campeões de Niterói, Campos e Vale do Paraíba, sendo esta última região aquela da qual fazia parte o Frigorífico.
Veja abaixo a campanha vitoriosa do clube naquele ano, quando enfrentou as seguintes equipes: Coroados (Valença), Royal (Barra do Piraí), 1 de Maio (Piraí), Benfica (Valença), Valenciano (Valença), Barra Mansa (Barra Mansa), Guarani (Volta Redonda) e Comercial (Volta Redonda)
Primeira Fase: 
- Frigorífico 1x3 Coroados
- Frigorífico 5x1 Royal
- Frigorífico 1x2 1 de Maio
- Frigorífico 2x2 Valenciano
- Frigorífico 4x0 Benfica
- Frigorífico 4x1 Coroados
- Frigorífico 1x3 Royal
- Frigorífico 3x1 1 de Maio
- Frigorífico 3x0 Valenciano
- Frigorífico WO Benfica

Segunda Fase:
- Frigorífico 2x2 Comercial
- Frigorífico 0x2 Barra Mansa
- Frigorífico 2x1 Guarani
- Frigorífico 5x2 Coroados
- Frigorífico 5x2 Royal
- Frigorífico 1x1 Comercial
- Frigorífico 1x1 Barra Mansa
- Frigorífico 0x0 Guarani
- Frigorífico 1x0 Coroados
- Frigorífico 4x3 Royal

Frigorífico e Barra Mansa classificaram-se para o Campeonato Fluminense, ficando ambos no Grupo A ao lado do Cruzeiro, de Niterói. Infelizmente o alvinegro terminou em último lugar neste grupo e não seguiu adiante na competição.
Até chegar ao título máximo, o Frigorífico jogou 19 partidas, venceu 11 (uma por Wx0), empatou 5, e perdeu apenas 4. Marcou 45 gols e sofreu 27. No jogo contra o Royal, em Barra do Piraí, Nenzinho foi autor de 3 gols que deram a vitória ao Frigorífico por 4x3, assegurando a conquista do título. Cirineu, com certeza, se inscreve na história do clube como um dos seus maiores goleadores em todos os tempos.
Mas a difícil luta pelo título de campeão não terminava aí. A apenas duas rodadas do seu encerramento o Superior Tribunal de Justiça da então CBD, determinou a inclusão do A. A. Volta Redonda e 1º. de Maio SC na competição. Essa decisão, inoportuna, com o campeonato praticamente encerrado, provocou uma crise na FFD, apoiada por todos os filiados, que se recusaram a jogar com aquele clube. Esse fato levaria a FFD a proclamar a Volta Redonda campeã, sem disputar uma única partida. Chegou a ser marcado um primeiro jogo entre Volta Redonda x 1º. de Maio, que também não se realizou em face do desinteresse do clube de Santanésia de participar da polêmica questão. O “Jornal dos Sports”, de 18 de dezembro de 1955, noticiava:
O OUTRO CAMPEÃO – O Frigorífico, primeiro colocado no certame de 1955, já havia garantido o título de campeão quando surgiu o caso da inclusão da A. A. Volta Redonda no certame. Tendo se unido aos demais seis clubes que não concordavam com o ingresso do novo concorrente, o Frigorífico, campeão de direito sacrificará a conquista gloriosa mas não arreda do seu ponto de vista.
Esta solução, entretanto, não chegou a ser adotada. Reuniões foram realizadas em Barra do Piraí e Volta Redonda, além de contatos pessoais do presidente da FFD, em busca de uma fórmula de conciliação. Uma sugestão propunha que Frigorífico e Volta Redonda, que desistiria de sua reclamação, formassem um combinado para representar o Sul do Estado nas eliminatórias que apontariam o representante fluminense na Taça Brasil. Finalmente, decidiu-se pela inclusão da própria Volta Redonda no torneio que apontaria aquele representante, solucionando assim o impasse que ameaçou a própria sobrevivência do Departamento Estadual de Profissionais da FFD.
Dessa forma, os dirigentes do Frigorífico também tiveram que desenvolver um grande esforço para ratificar nos bastidores da entidade um feito glorioso que seus valorosos atletas haviam conquistado galhardamente nos campos onde se legitima os grandes e verdadeiros campeões.
A festa de entrega das faixas aos campeões foi realizada no dia 13 de dezembro, por ocasião de um amistoso contra a Seleção Carioca de Amadores (Departamento Autônomo), que se preparava para excursionar à Europa. O jogo contou com a participação de todos os jogadores que atuaram no campeonato. O resultado final foi um empate de 4x4. Os gols do Frigorífico foram marcados por Ceoca, Nenzinho, Tarrachinha e Cunha.
Na oportunidade, foi prestada uma significativa homenagem ao extraordinário craque Zé Magro, que havia encerrado sua carreira um ano antes, depois de quase 15 anos de participação decisiva na conquista de tantas vitórias e títulos que engrandeceram o clube
Supercampeonato Fluminense de 1955
Grupo "A":
- BARRA MANSA (Barra Mansa)
- CRUZEIRO (Niterói)
- FRIGORÍFICO (Mendes)

18 de março de 1956 - Barra Mansa 4-0 Frigorífico
25 de março de 1956 - Frigorífico 4-0 Cruzeiro
8 de abril de 1956 - Frigorífico ?-? Barra Mansa
15 de abril de 1956 - Cruzeiro 4-1 Frigorífico
1º Barra Mansa (classificado para a final)
2º Cruzeiro 
3º Frigorífico
Reconhecimento
O título de 1955 do Frigorífico é sim Estadual, conforme reconhecido pela FFD em 1962. 
A confusão aconteceu por causa da recusa de niteroienses e campistas de disputar o campeonato fluminense organizado pelo DEP (Departamento Estadual de Profissionais) a partir de 1953, levando a FFD a reclassificar o DEP em 1954 como campeonato do Vale do Paraíba e instituir o cruzamento entre os campeões do DEP/Campos/Niterói para apontar o “verdadeiro” campeão fluminense.
Esse ato contrariou os clubes sul-fluminenses que continuaram se considerando (com apoio de parte da mídia) disputantes do verdadeiro estadual.
Apenas em 1956 a FFD instituiu de fato o campeonato de zonas, extinguindo o DEP e criando a Divisão Departamental de Profissionais (DDP), mas por vezes chamada também de Divisão Estadual de Profissionais (DEP) criando confusão pela sigla IDÊNTICA à anterior.
Após vários recursos dos clubes sul-fluminenses em 1962 a FFD voltou atrás declarando todos os campeões do DEP de 53 até o seu final (Barra Mansa, Coroados e Frigorífico) campeões fluminenses, chamando os vencedores do cruzamento DEP/Campos/Niterói de supercampeões fluminenses, ou campeões extras em algumas fontes.
Após 56, são as zonas como as conhecemos, e assim fopi até 1977 (o último campeonato da FFD - o campeonato fluminense de 78 foi organizado pela FERJ, sem zonas)…
Campeonato fluminense é essa zona mesmo…
No Campeonato Estadual de 1956, o Frigorífico ficou na Zona Sul Fluminense, junto com Adrianino, Barra Mansa, Central, AA Volta Redonda, e Comercial e Guarani também de Volta Redonda. Novamente a equipe de Mendes não passou de fase. Apenas o Central se classificou.
Em 1957, de novo na Zona Sul Fluminense, o Frigorífico não conseguiu ir além jogando contra as esquipes do Adrianino, Guarani, Resende e Riachuelo de Paraíba do Sul.
Em 1959, com outra fraca campanha, a equipe ficou na 1ª, 2ª e 3ª Zonas (Zona da Baixada/Sul Fluminense) junto com Adrianino, Barbará de Barra Mansa, Nacional de Duque de Caxias, Riachuelo e São Pedro de São João de Meriti, novamente a equipe mendense não seguiu adiante.
O retorno
Em 1988, estreou na Terceira Divisão de profissionais do Rio de Janeiro. Participou do Grupo "A", na primeira fase, terminando em segundo em sua chave atrás do América (TR). O Itaguaí Atlético Clube foi o terceiro e o Tupy Sport Club, o quarto. Na segunda fase acabou eliminado ao ficar na terceira posição, atrás do Itaguaí Atlético Clube e da União Esportiva Coelho da Rocha. Ao fim do campeonato, União Nacional Futebol Clube e América-TR foram declarados vencedores em conseguiram o acesso à Segunda Divisão.
Em 1989, a equipe alvinegra de Mendes solicitou pedido de licença à FFERJ e não disputou a Terceira Divisão.
Em 1990, o Frigorífico retornou à Terceira Divisão, mas não fez boa campanha. Terminou a primeira fase no Grupo "B" na penúltima colocação, à frente somente da União Esportiva Coelho da Rocha. Se classificaram à fase final pela ordem Pavunense Futebol Clube, Tupy Sport Club, Céres Futebol Clube e Itaguaí Atlético Clube. Flamengo de Volta Redonda, Heliópolis Atlético Clube e Associação Atlética Volantes foram eliminados.
Em 1991, a antiga Segunda Divisão se tornou Grupo "B" da Primeira, embora não houvesse cruzamento entre ambas. Todos os times da antiga Terceira foram realocados na nova Segunda Divisão, a qual mantinha o mesmo caráter de Terceira. Uma nova Terceira foi criada naquele ano com times novos. O Frigorífico disputou essa Segunda Divisão e foi sua última participação em certames organizados pela Federação de Futebol do Estado do Rio de Janeiro. Na primeira fase esteve incluído no Grupo "A" e não conseguiu a classificação para a fase seguinte, ao ficar apenas na quinta colocação da chave. Se classificaram Entrerriense Futebol Clube, Barra Mansa Futebol Clube, Central Sport Club e Tamoio Futebol Clube. Foram também eliminados Tupy Sport Club, Flamengo de Volta Redonda e Clube dos Coroados.
Desde então o clube mendense entrou em franca decadência e se encontra com suas atividades esportivas paralisadas, apesar de seu passado glorioso.

## Títulos
Estadual
- Campeonato Fluminense: 1955.

Regional
- Campeonato da Liga Esportiva Sul Fluminense: 1935 e 1936.
- Campeonato da 2ª Zona Fluminense: 1955.
- Campeonato da Liga Desportiva de Barra do Piraí: 1943, 1944 (invicto) e 1945.
- Torneio Municipal de Barra do Piraí: 1947.